# バックベアード

鳥取県境港市・水木しげるロードに設置されている「世界妖怪会議」のレリーフ。バックベアードが描かれている。

バックベアードは、現代日本においてアメリカの妖怪とされるキャラクター。巨大な黒い円形に枝のような物が放射状に生えており、中心に目が付いた姿をしている。夕方、ビル街に出現する。その巨大な一つ目で睨まれると強烈な目眩を起こすため、ビルの屋上などにいると落されてしまう。光化学スモッグのようなものが正体だと指摘する書籍もある。略称ベアード。

## 出自
バックベアードや、その元になったとされる決定的な伝承は現在のところ発見されておらず、バグベア（イギリスに伝わる子供の躾のために考え出された妖精）からの着想説がある。しかし、語感が似ているという他に共通点がなく、国・性質・容姿などは全く異なっている。
現在知られている妖怪としての初出は『少年ブック』1965年8月号の「世界の幽霊・おばけ100選」で、昆虫の眼を持つとされている。絵・岡崎甫雄、文・北川幸比古によるもので、「目をまともに見るとガケから落ちたり、めくらになる」とあり、同様の妖怪が1967年の『少年ブック』付録にも掲載されている。
1966年の『週刊少年マガジン』掲載の水木しげるの漫画『墓場の鬼太郎』「妖怪大戦争」の回で西洋妖怪の総大将として描かれ、以後、水木の多数の雑誌掲載や原作漫画およびアニメに登場し有名になった。また、設定も変化していき、『週刊少年マガジン』の巻頭口絵『世界の大妖怪』（1966年）では、漫画『ゲゲゲの鬼太郎』のキャラクターとは別に、目を見ると失明する妖怪として描かれた。また、水木による伝承の妖怪を解説した書籍『東西妖怪図絵』（1975年）では外国の妖怪として紹介され、「睨みつけて目眩を起こす妖怪」「光化学スモッグのようなものが正体」として描かれ、以降の水木の妖怪関連の書籍は『東西妖怪図絵』の絵や説明を基準にしている場合が多い。水木が画家修業をしていたことから、オディロン・ルドンに影響を受けたのではとする説もある。
一方で、伝承のある各国の妖怪に紛れて紹介されていたため、漫画からの創作であることを知られずに、日本国内において妖怪や悪魔として、漫画やゲームなど様々な創作メディアで、おおよそ類似したデザインで登場し続けるようになった。

## 『ゲゲゲの鬼太郎』におけるバックベアード
アメリカ出身の妖怪で、黒い球体に巨大な一つ目と枯れ枝のような多数の触手を備えた姿を持つ。
冷酷で狡猾な性格をしており、邪魔だと判断した人間や妖怪を平気で殺してしまう。一人称は「私」が多いが、作品によっては「ワシ」や「俺」と言うことがある。
初登場はマガジン版「妖怪大戦争」（アニメ作品では第1作第10話「妖怪大戦争（前編）」）。ブリガドーン現象の中に住む西洋妖怪軍の大将として登場し、ドラキュラ、魔女、狼男（人食い狼）、フランケンシュタインなど大勢の妖怪を引き連れ、妖怪の国を作るため、鬼界ヶ島を占領した。島民の半数を殺し、島民解放に訪れた鬼太郎率いる日本妖怪軍を全滅寸前まで追い込み、鬼太郎をも催眠術で支配下に置いたが、霊毛ちゃんちゃんこの力を借りた目玉おやじに、弱点である目を針で突かれて絶命した。残る多数の部下たちも、鬼太郎親子が島に火を放ったことで、気象条件の変化によりブリガドーン現象ごと島を去る。
その後は、マガジン版「妖怪ラリー」（アニメ第1作第54話）でアメリカ代表選手として登場するのをはじめ、宇宙旅行を計画したり（『鬼太郎の世界お化け旅行』「ベアード」）、相撲大会に参加したり（『鬼太郎国盗り物語』「妖怪大相撲の巻」）と、様々なエピソードに登場。『鬼太郎のベトナム戦記』『妖怪ロッキード』では鬼太郎の協力者にもなった。
『妖鬼化』によれば、水木本人はバックベアードを気に入っていたようで、「形が面白いのでよく作品に登場させている」と語っている。そのため『ゲゲゲの鬼太郎』のカラーイラスト等でも、他の敵妖怪に比べて描かれている割合が多い。
アニメ第1作「妖怪大戦争」では、定期的に妖怪パーティーを開いていたイギリスの廃寺院が取り壊されたことで、人間との共生を止め、仲間の西洋妖怪たちを扇動して人間を支配しようと画策。前線基地として鬼界ヶ島に目をつける。鬼太郎を催眠術で洗脳したが、依頼人父子が命懸けで灯した灯台の光で目が眩んで催眠が解け、正気に返った鬼太郎に目を蹴り潰されて倒された。その後、第54話「妖怪ラリー」で再登場。賞品の佐渡島を手に入れるため、鬼太郎以外の選手と共同戦線を張り、進路妨害をさせていた。アニメ化されたことで表情も比較的豊かになり、あくびをするなどお茶目な姿も見せている。また、真っ黒な背景と区別するためか、体色が白色に変更されており、デザインも簡略化されている。
アニメ第2作には登場せず、わずかに登場する海外の妖怪もベアードとの関わりは見られない。
アニメ第3作には、劇場版『妖怪大戦争』で初登場。ハレー彗星の接近とともに部下の西洋妖怪を引き連れてホウキ星島に現れ、島を占領。島民を強制労働させて拠点となる砦を建造し、世界中の妖怪を呼び寄せて日本を征服しようと企んだ。鬼太郎をはるかに上回る巨体を持ち、周囲に稲妻が飛び交うなど、原作よりも派手に描写されている。ハレー彗星と何らかの関係性があるらしく、その体は宇宙空間のような異次元に繋がっていた（劇中では詳しくは語られない）。体内に鬼太郎を押し込もうとした矢先、ねずみ男たちが砦の土台と異常潮流渦巻く地下洞とを隔てる岩盤を破壊し、激流で砕けた砦の破片と脱出した鬼太郎の髪の毛針で重傷を負い墜落。最後は部下共々水の竜巻に呑まれ、どこかへ飛ばされていった。テレビ版では第46話「妖怪大統領こうもり猫」でアメリカの妖怪大統領として登場し、第51話「世界妖怪ラリー」でもラリー参加者として登場（この時は円盤状の体型になっていた）。この回では他の西洋妖怪と対等な関係で、狼男や魔女を騙して陥れたり、フランケンやグレムリンを光線で倒すなど形振り構わぬ手段に出たため恨みを買う（逆に鬼太郎は狼男や魔女を助けたことで彼らと和解した）。最後はゴール直前の鬼太郎との攻防で両者とも車が大破し、車を降りて押しての勝負になったが、手足がない分不利だったらしく一気に抜かれ敗北し二位に終わる。それでも結果に納得せず鬼太郎を襲おうとしたが、鬼太郎に味方した魔女にレース中の妨害行為の報復も兼ねて石化されるという自業自得の末路を遂げた。
アニメ第4作には、第64話「激走!妖怪ラリー」で初登場。願いの叶う妖怪石を求めてラリーに参加し、鬼太郎とデッドヒートを繰り広げ敗れるが、鬼太郎が妖怪石の力で他の犠牲者と共に復活させた。第96話「妖怪王ぬらりひょん」から西洋妖怪の首領として再登場。妖怪島を復活させる目的で、妖怪王となったぬらりひょんと同盟を組んでいた。一度はぬらりひょんをマグマへ突き落とすも、妖怪王の力を完全に得たぬらりひょんによって地割れに突き落とされてしまう。また、第4作は配下の妖怪がこれまでとは異なり、ウーストレル、ヨナルデパズトーリ、ポルターガイスト、ゴーレムの他、こうもり猫、魔女グルマルキン、ブイイ、ジャイアントから成る西洋妖怪四天王を従える。
ほしの竜一の漫画『ゲゲゲの鬼太郎 妖怪千物語』では、「妖怪大戦争」のメンバーにミイラ男やゴーゴンなどを加えて日本を襲撃。さらった子供たちの魂で妖怪樹を育て、その実の霊力で悪魔総統デビルプルトーを復活させようとした。鬼太郎と日本妖怪軍の活躍によってデビルプルトーが敗れたため逃亡。その後、妖怪ラリーにも参加し、鬼太郎とデットヒートを繰り広げ敗れた。
アニメ第5作には、第18話「古城に光る黒い眼」で初登場。ベアードの名前は古今東西妖怪大図鑑（ココン）には馬句部阿度と記載されている。西洋妖怪を束ねる大統領的存在とされ、黒幕として初めてシリーズを通して登場する（第二夜ではオープニングにも登場し、敵側妖怪の中でも最も目立つような演出がされている）。日本の地獄の力を手に入れようと企んでいるが、活動範囲を広げるため、日本の悪党妖怪の総大将であるぬらりひょんと協力関係を結んでおり、鬼太郎のこともぬらりひょんから聞き及んでいる。第3作劇場版同様に巨大な姿をしており、従来のシリーズ同様の眼力のみならず、その体を構成する妖怪細胞は状況に応じ鋼鉄のように硬化させたりゴムのように軟化させたりと硬軟自在であるため目を含めて並大抵の攻撃は通じないなど強大な力を持つ反面、通常空間には短時間しか出られず、普段は異空間に潜んでいる。相手に対し「ミスター」「ミス」をつけて呼ぶなど紳士的な言葉遣いや態度でふるまうが、日本妖怪を見下し「近いうちに根絶やしにする」と語るなど本質は冷酷無比。ただし、高い知性を備えていること、理性的であることは事実のようで、配下の西洋妖怪を纏めるに当たっても、直接的な実力よりむしろ政治力と統率力で従わせていると思われる節がある。部下想いな一面もあり、第33話で鬼界ヶ島侵攻に失敗したヤングジェネレーションズを救出し彼らがミイラ男バルモンドに騙されていた事情を汲んで軽い叱責で許す、第95話で魔女ザンビアのバレンタインプレゼントを気持ちだけでも受け取るなどの優しさも見せ、第68話では地獄総攻撃作戦で負傷し眠りについた親友・初代ドラキュラ伯爵に労いの言葉を掛けている。鬼太郎との直接対決は自ら作戦の指揮を執った第59話「グレムリン東京上陸!!」で実現し、鬼太郎の攻撃を完全に寄せ付けず、体内に取り込んで仕留めようとしたが、鬼太郎が地獄究極奥義・武頼針を使用したことで形勢を逆転され、最後は体の大半を欠損する重傷を負い通常空間での活動制限時間を迎えたことで退却する（ただし、「グレムリンを霊界転送装置で地獄に送り込む」という目的は成功させた）。その後も配下に指図しながら回復を待ち、リベンジを期していたが、アニメ打ち切りのため、リベンジ・マッチは実現せずに終わった。劇場版『日本爆裂!!』では、世界中の妖怪を招集した悪者妖怪サミットをスイスのジュネーブで開催し、自身も主催者兼アメリカ代表として参加する。
アニメ第6作には、第27話「襲来!バックベアード軍団」で初登場。当初は過去作と違い、空間に開いた黒いひび状の穴に浮かぶ巨大な目だけの存在として描写されていたが、復活後は過去作同様球状の姿となっている。自らを「妖怪の頂点に立つ」と称する、冷酷で傲慢な独裁者。人間を妖怪奴隷に変えて支配し、世界を征服する「ブリガドーン計画」を企み、その計画に必要な秘宝「アルカナの指輪」を盗み出した魔女アニエスを追って軍団を率い来日した。軍団がゲゲゲの森を襲撃した際に魔女アデルを手こずらせた鬼太郎に興味を持って姿を現し、衝撃波を放ってゲゲゲの森を蹂躙するが、アニエスがアルカナの指輪の力を起動したことで一時撤退。指輪は起動後一時的に姿を消し、起動場所から近い地点（この場合日本国内）に再出現、誰かが手にしない限りまたすぐ消えることを繰り返すため、配下に鬼太郎たちとの指輪争奪を行わせた。第34話では直々にねこ娘たちを拉致・洗脳し、攻撃できない鬼太郎を追い詰め、捕らえたアニエスに裏切りの制裁としてその光景を見せるが、ねずみ男の全力の放屁でねこ娘たちを解放され、鬼太郎のちゃんちゃんこパンチと自身の眼球内に閉じ込めたアニエスの魔法によって内外から貫かれる。しかしダメージを負った様子は無く、アニエスの魔力の成長を確認し「ブリガドーンのコア」になれると言い残し去って行った。第36話ではアデルと交戦中だった鬼太郎を異空間に捕らえ、指輪とアニエスを手にしブリガドーン計画の発動をアデルに促すが、アデルがアニエスに代わってコアになろうとすることを見破っており、魔力が足りなかったためブリガドーンを発動できなかったアデルを侮蔑の言葉とともに切り捨て、アニエスをコアにするために鬼太郎とアデルを痛めつける。二人の助命を嘆願するアニエスに自身への服従を促し、彼女をコアにしてブリガドーン計画を決行、続く第37話ではアデルの魔法石で妖力が戻った鬼太郎の指鉄砲を受け一度は倒れるが、体を変形させて漆黒の人型になり戦いを続けた。西洋妖怪軍に殺された耳長たちを「雑魚妖怪」「生きている価値すらない弱者」と侮辱し、「自分を帝王と崇め奴隷となれば平和を与えよう」と改めて降伏を促すが、その発言が鬼太郎の激しい怒りに触れ、さらに鬼太郎の怒りに同調して赤く染まった霊毛ちゃんちゃんこから祖先の霊力が上乗せされたことで指鉄砲の威力が一気に増大。そのまま押し合いに負け、人型への変形が仇となって大出力の指鉄砲を全身で浴びる結果となり、絶叫と共に大爆発を起こして敗北した。その後、アルカナの指輪は消滅してブリガドーン計画は完全に阻止され、直属の配下である西洋妖怪三人衆も撤退したが、第57話以降三人衆が大量の人間の生き血を集めて復活させようと計画し、第94話で採血された血液と落雷のエネルギーに加え、ぬらりひょんから提供された富士のエネルギーによって復活を遂げ、最大にして共通の敵・鬼太郎を倒すべくぬらりひょんと同盟を結ぶ。第95話冒頭で夜の東京に姿を現し、妖怪大同盟の名の下に人間への宣戦を布告した後に新宿の一角を火の海に変え、大惨事を目の当たりにして激昂する鬼太郎に構うことなく立ち去る。その後、鬼太郎の死によって人間への復讐を望むねずみ男が自ら妖怪大同盟に加わった際には、「ようこそ」と歓迎の言葉をかけた。第96話で第二次妖怪大戦争が始まると、日本を足掛かりに再度世界を征服しようと企むが、ぬらりひょんの罠で西洋妖怪が苦手な聖血レックス・ネモレンシスを混ぜたワインを飲まされ、聖なる力を無理やり押さえ込むだけの妖力を得るために西洋妖怪三人衆を吸収した上で一度はどこかへ消え去ったが、その後に大量の目が付いた原型を留めていない不定形な肉塊状の姿で苦しみながら現れ、ぬらりひょんに復讐するべく行動を開始。液体爆薬のような体液を噴出して地上を爆撃し、日本のみならずパリやリオデジャネイロなど、世界規模の甚大な被害をもたらす。しかし、圧縮された妖力が臨界点を突破したために制御できなくなり、いずれ日本どころか地球さえも危ういと目される大爆発を起こす手前の状態となってしまった。最終話で徐々に地上へと降下するが、あらざるの地から蘇った鬼太郎の指鉄砲を受け、さらにインターネットを通じたねずみ男の呼びかけを受け和解した多数の妖怪・人間の応援が鬼太郎に力を与えたことで放たれた最大パワーの指鉄砲で大気圏外へ押しやられ爆発、三人衆共々魂のみとなって消えた。
第6作に準じた設定の小説「ぬりかべ」（「蒼の刻」収録、永富大地著）では、ブリガドーン計画を巡る戦いより遥か昔に原作あるいはアニメ第1作の「妖怪大戦争」に準じた戦いがあったことが語られている。
PS2版ゲーム『ゲゲゲの鬼太郎 異聞妖怪奇譚』においても、西洋妖怪の総大将として登場するが、とある事情によって吸血鬼一族（ドラキュラ、ラ・セーヌ、エリート）より下の立場となっている。エリートには敬語で話すのに対し、ドラキュラに対しては嫌味な態度で接している。

### キャスト
富田耕吉（第1作）、柴田秀勝（第3作、第5作）、佐藤正治（第4作）、田中秀幸（第6作）、小林清志（PSゲーム版）

### 妖術・技
眼力
催眠術
バックベアード最大の武器。強力な催眠術をかけて洗脳し、鬼太郎ですら簡単に操る。また、『妖怪ロッキード』では魔女が鬼太郎にかけた催眠術に逆催眠をかけて解いた。
第6作34話では鬼太郎、目玉おやじ、ねずみ男を除く鬼太郎ファミリー全員を操り、自らの眼前で同士討ちをさせようとした。松本しげのぶ版ではテレビ画像を通して目を見た者にも催眠術をかけられる反面、自分でその画像を見た場合も催眠効果が現れ目眩を起こしてしまう。
目眩・金縛り
眼力によって目眩を引き起こして気絶させたり、動きを封じたりできる。第4作では「にらみ光線」と称された。
原作「妖怪大戦争」では、鬼太郎のちゃんちゃんこまで一時行動不能にしている。第5作では視線を合わせた者は金縛りになってしまい、第59話で街中に出現した際、人々がベアードの目を見たために金縛りになって交通事故が発生するという『鬼太郎のベトナム戦記』の設定に基づくシーンが描写された。『異聞妖怪奇譚』では鏡に反射されるという欠点がある。
念動力
物体を触れずに動かしたり、宙に浮かべて操る。第3作劇場版では眼力を遮っていた鬼太郎の腕を力づくで動かし、第5作18話では銀製のコップに閉じ込められた目目連を圧縮して消滅させ、第6作36話ではアデルを捕らえたりアルカナの指輪を外したりすることに使用。
光線
目から破壊光線を発射する。『妖怪ロッキード』では、魔女製のリモコン装置を眼光で燃やして灰にした。第3作51話では、光線を連射する「変色攻撃」、最大出力の光線を放つ「全エネルギー砲」などの技を見せた。第6作では通常の姿のみならず人型形態でも使用し、95話では新宿の一角を一発で大破させ、多大な犠牲者を出した。
放電
相手に電撃を浴びせる。第3作劇場版では自身の周囲に稲妻を発生させ、第51話ではフランケンに浴びせてリタイヤさせた。第6作36話では捕らえたアデルを痛めつけるのに使用。
衝撃波
目から衝撃波を放つ。第6作28話ではこの攻撃でゲゲゲの森を破壊。36話ではアデルと鬼太郎を痛めつけるのに使用し、37話では人型形態で使用した。
不死身エネルギー
『妖怪千物語』で使用。配下の妖怪に照射することで不死身にし、配下以外の者には逆にダメージを与える。エネルギーの照射が遮られた箇所には不死身にする効果が及ばないのが欠点。第4作97話でも、こうもり猫に術をかけて不死身にしたと言及している。
格闘能力
『鬼太郎国盗り物語』では相撲、第6作37話では人型形態での肉弾戦で鬼太郎を追い詰めた。巨体を活かした体当たりも強力。
触手
触手を伸縮させて相手を捕らえたり、投げ飛ばしたりする。第5作59話では細胞硬化能力と併用し、ビルの壁を貫いたりしている。『鬼太郎国盗り物語』では、針状にした先端で狒々を刺して瀕死に陥れた。第6作96話ではぬらりひょんが差し出したワイングラスを持ったり、西洋妖怪三人衆を吸収するために使用した。
封印
相手を自分の体内に閉じ込める。体内は第3作劇場版では宇宙空間のような異次元、第5作ではスモッグ状の毒素が充満した空間に繋がっている。第6作34話ではアニエスを眼球内に閉じ込め、鬼太郎が洗脳された仲間たちに襲われる光景を見させた。
幻影
幻影を見せて相手を惑わす。第6作36話ではアニエスの周りに自分が増えたかのような幻影を作り出し、アニエスの心を折って服従させた。第5作劇場版では悪者妖怪サミットの円卓上に立体映像を投影し、鬼太郎とヤトノカミの戦いを参加者一同に見せた。
浮遊
空中を浮遊して移動する。『妖怪ロッキード』では、鬼太郎と目玉おやじを自身の上に乗せて移動した。
分裂
体を分裂させて行動する。『鬼太郎の世界おばけ旅行』では自身がアジト内の処刑器具で真っ二つにされるも、そのまま二体となって活動したが、それを逆手に取られ、二体の間に飛び込んだ目玉おやじに目眩の眼力を向け自分同士で目眩を起こしている間に焼き殺された。『異聞妖怪奇譚』では、最終面で三体に分裂して（二体は幻影）鬼太郎たちに挑んだ。
変形
体から手足を出したり、ある程度変形させる。第3作劇場版では当初、砦の小さな一室に収まって指令を出していたが、鬼太郎と戦う際に煙状になって窓から抜け出し本来の姿に戻った。第6作37話では人型の姿に変形。本人曰く、人型になったのは千年ぶりだという。
空間移動
通常空間と異空間を自由に行き来する。第5作では普段は異空間内におり、自分以外の者も入れることで簡易的な拠点としても使用する。第6作では目の周囲以外にも空間に穴を開けることで、標的を異空間内に引き込むことができる。
瞬間移動
瞬時に離れた場所に移動する。第3作劇場版では鬼太郎との決戦で使用して翻弄し、第4作では97話で妖魔城に撤退する際に使用した。第6作95話では街を破壊した後に鬼太郎から逃れるために使用。
闇の祭壇
第6作36話で使用。目から涙のように出した黒い物質でブリガドーンを発動させるための祭壇を作る。

## 他作品におけるバックベアード
主に水木しげるの作品に登場する特徴および外見をモチーフにしたキャラクターが多い。
ドラマ
- 変身忍者 嵐
- 超神ビビューン

小説
- 1000の小説とバックベアード
- 妖鬼海産都市　-ユメミナト-

漫画
- 阿鬼羅

『ごー・れむ』
- 夜桜四重奏 ～ヨザクラカルテット～

ゲーム
- 悪魔くん 魔界の罠
- 妖怪倶楽部
- ロマンシング サ・ガ
- 悪魔城ドラキュラ 蒼月の十字架
- デジタル・デビル物語 女神転生II
- 魔神転生II
- 真・女神転生
- ブレスオブファイア
- ONI V -隠忍を継ぐ者-
- ソード・ワールドRPG
- ワイルドアームズシリーズ
- LORD of VERMILION
- アッピーオンライン

トレーディングカードゲーム
- デュエル・マスターズ ： 水木しげるがイラストを手がけたバックベアードがキャラクターとして登場している。なおカードが発売される前に水木は亡くなっており、遺作の一つと捉えられている。

## インターネット上におけるバックベアード
インターネット上の電子掲示板サイト「ふたば☆ちゃんねる」の板「二次裏」において、漫画『ゲゲゲの鬼太郎』のバックベアードの1コマに「このロリコンどもめ！」という台詞をつけたコラージュが投稿され、妖怪バックベアードがロリータコンプレックスを一喝するという二次創作設定が広まった。
更に、このバックベアードと台詞をモチーフにした萌え擬人化で、バックベアードの娘「ベア子」が考案された。このキャラクターのフィギュアが制作されて、コミックマーケットの企業ブースなどで販売された。